# Trolebuses de Pionyang
El sistema de trolebuses de Pionyang forma parte de la red de transporte público de Pionyang, la capital de Corea del Norte, y se extiende hacia algunos de sus suburbios.
En funcionamiento desde el 30 de abril de 1962, el sistema actualmente posee alrededor de 57 kilómetros de longitud y comprende 10 rutas.

## Flota
El sistema utiliza sólo trolebuses fabricados en Corea del Norte. El diseño de alguno de ellos son copiados de diseños originalmente desarrollados por Karosa, una empresa de buses de la República Checa.

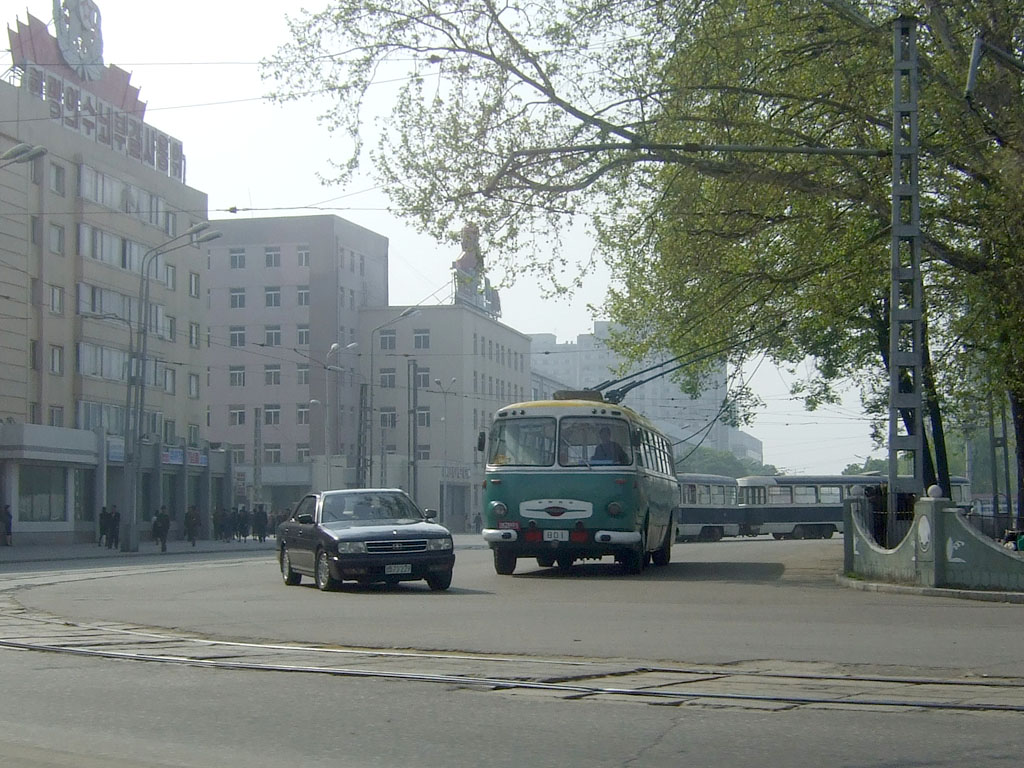
Trolebús afuera de la Estación Pionyang.
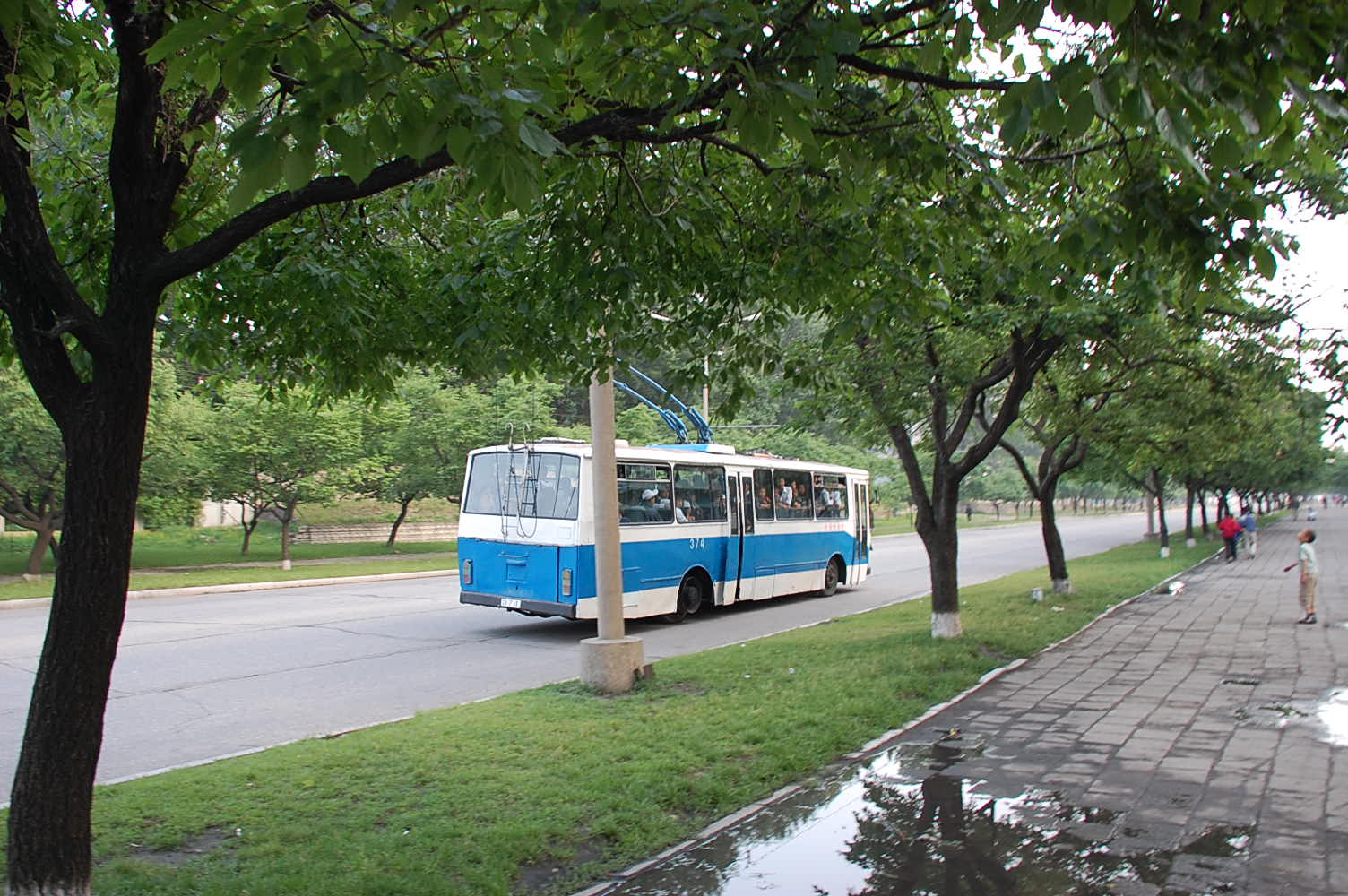
Trolebús en Pionyang, 2008.
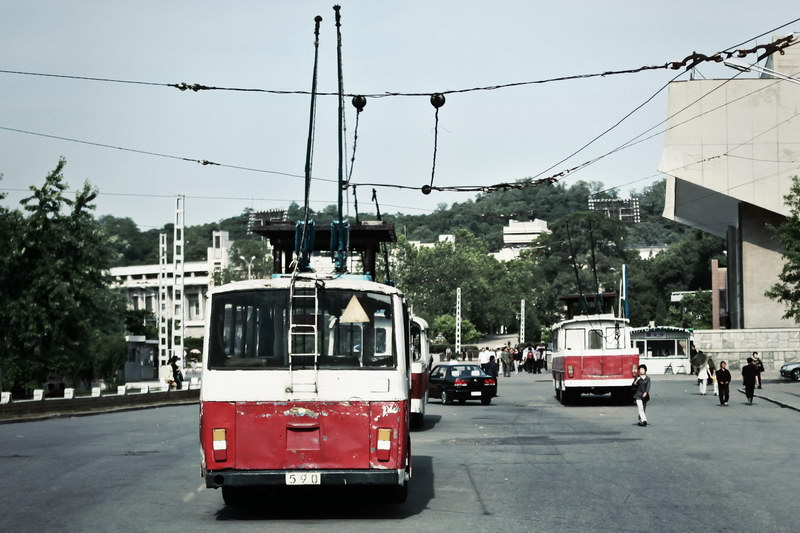
Trolebús de PTWC.